# Abbevilliano
L'abbevilliano, precedentemente detto chelleano e successivamente acheuleano, è una cultura europea del Paleolitico inferiore il cui nome deriva dalla città francese di Abbeville (nella valle della Somme), dove sono stati individuati i principali reperti.

## Descrizione
L'Abbevilliano è stato introdotto in Europa durante glaciazione Mindel, vale a dire durante la fase isotopica dell'Ossigeno 15-14, dunque poco più di 500 000 anni fa.
Si tratta di una cultura con bifacciali, successiva al Paleolitico inferiore arcaico, ovvero la cultura con i bordi intagliati senza bifacciali propriamente parlando.
Tuttavia, poiché la dimensione arcaica e la morfologia del bifacciale è molto caratteristica, si può parlare quindi di bifacciali stile Abbevilliano.
Lo strumento principale (che è quel che si chiama "fossile guida") è l'ascia bifacciale, ottenuta da una frattura concoidale della roccia (in particolare quarzite o selce), con dure percussioni e asportazione di grandi schegge. Questi bifacciali Abbevilliani hanno spigoli laterali, ma molto sinuosi e con una punta poco lavorata. Le scaglie sono molto più limitate, ma d'altra parte abbondano bordi intagliati.
In questo periodo ci furono i primi tentativi di controllo del fuoco in Europa.
Le recenti tendenze nel campo della ricerca sono inclini a non inserire la Abbevilliana fra le culture indipendenti, ma considerarla semplicemente di essere una parte della più antica e ampia cultura Acheuleana.